# الأيام البيض

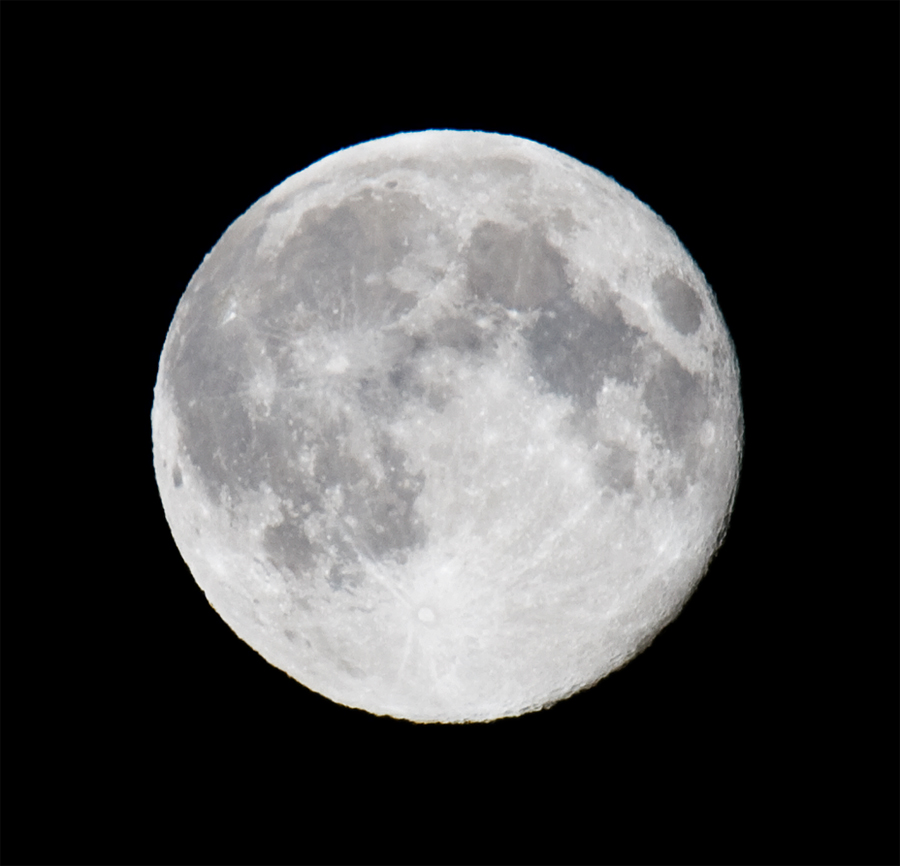
القمر في طور البدر، النرويج

الأيام البيض هي أيام محددة من كل شهر، ورد في فضلها أحاديث عن النبي محمد. وهذه الأيام هي التي توافق اليوم الثالث عشر، والرابع عشر، والخامس عشر من كل شهر من أشهر العام الهجري، وقد سُمِّيت بذلك، لتميز ليلها ببياض نور قمره، حيث يكون القمر في هذه الأيام بدرًا كاملاً، ويمكن رؤيته بالعين المجردة، وبشكل واضح، وتسمّى أيضًا بالأيّام الغرّ.

## فضل صيامها
من الصيام المندوب، أو صيام التّطوُّع صيام ثلاثة أيَّام من كلِّ شهر قمري، والأفضل أن تكون الأيَّام البيض - نسبة إلى لياليها البيض- وهي الثَّالث عشر، والرَّابع عشر، والخامس عشر، وسمِّيت بيضاً لابيضاض ليلها بالقمر، وأجرها كصوم الدهر أي كصوم كل أيام السنة، عند استمرار صيام هذه الأيام، فأجر صيام ثلاثة أيام يعدل صيام شهر بتضعيف الأجر، الحسنة بعشر أمثالها من غير حصول المضرَّة أو المفسدة التي في صيام الشهر كاملا. ودليلها ما رواه أبو ذر رضي الله عنه قال :أنَّ النَّبيَّ محمّدا صلّى الله عليه وسلم قال له: «إذا صمت من الشَّهر ثلاثة أيَّام، فصم ثالث عشرة، ورابع عشرة، وخامس عشرة»
وفي أجرها روي عن النبي صلى الله عليه وسلم قال: صم من الشهر ثلاثة أيام، فإن الحسنة بعشر أمثالها، وذلك مثل صيام الدهر. وروي «أن النبي صلّى الله عليه وسلم كان يصوم عدة ثلاثة أيام من كل شهر».
كما وردت أحاديث عن النبي تدل على فضل الأيام البيض منها:
- روي عن ابن عباس عن النبيﷺ: «كان لا يدع صوم أيام البيض، في سفر ولا حضر»
- روي عن النبي محمد: «إن كنتَ صائمًا فعَليك بالغُرِّ البيض: ثلاث عشرة، وأربع عشرةَ، وخمس عشرةَ[5]».
- أوصى النبي الصحابة بصيام الأيام البيض، فقال واصفًا صيامها: «هي صيام الدهر».
- وعن عبد الله بن عمرو بن العاص قال:《قال لي رسول الله صلى الله عليه وسلم:وإن بحسبك أن تصوم كل شهر ثلاثة أيام؛ فإن لك بكل حسنة عشر أمثالها فإن ذلك صيام الدهر كله.[6]》
- وعن أبي ذر قال:《قال لي رسول الله صلى الله عليه وسلم: إذا صمت شيئًا من الشهر فصم ثلاث عشرة وأربع عشرة وخمس عشرة》.[7]